# Volkswagen Vento (A3)
Para el nombre en algunos mercados del Cono Sur del VW Jetta. Véase Volkswagen Jetta

## Tercera generación (1991-1999)

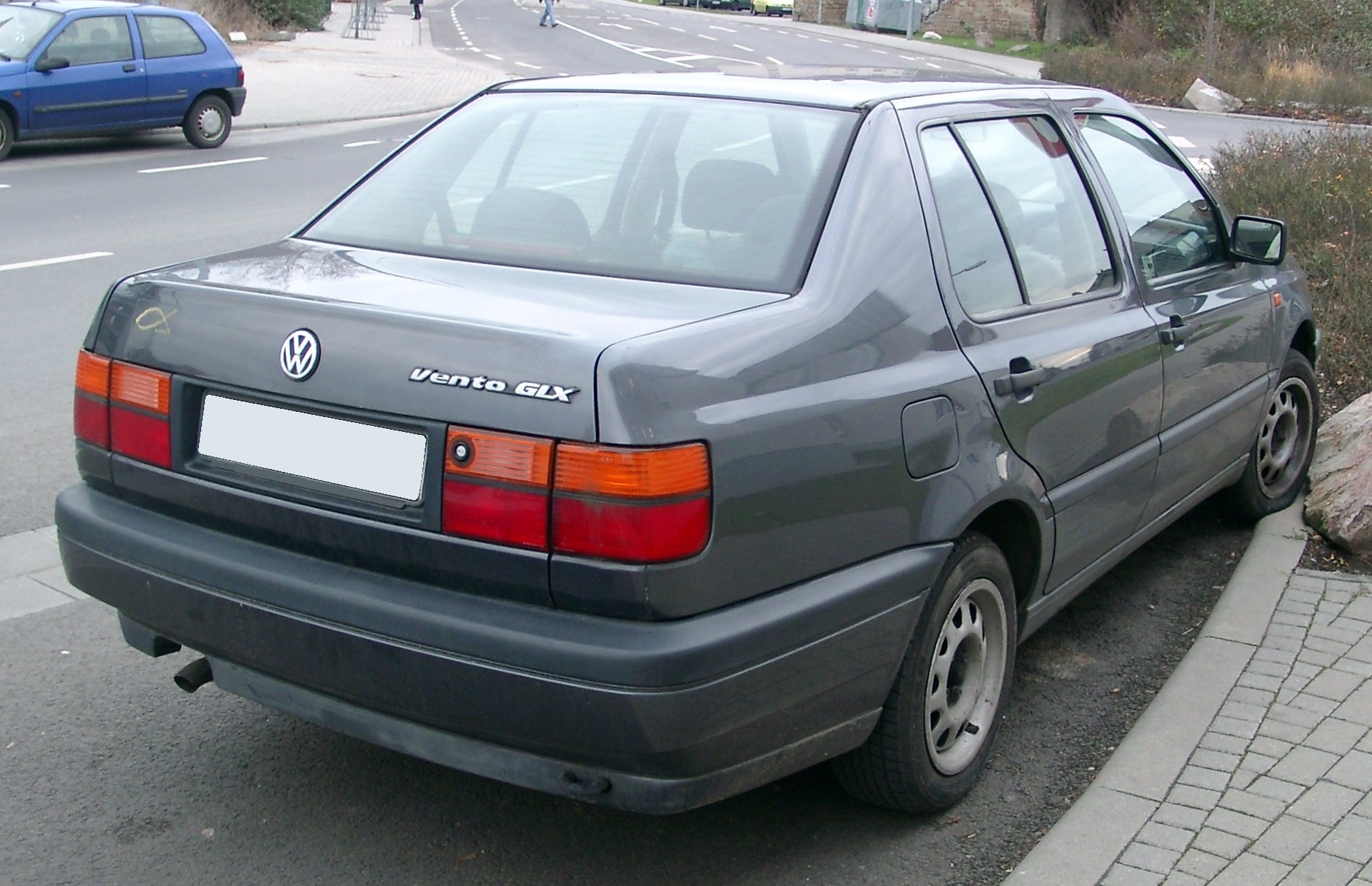
Volkswagen Vento 1991-1999. Versión Alemana.

Para la tercera generación del Jetta, se elimina este nombre en pro de mejorar sus cifras de ventas, y se le bautiza oficialmente como Volkswagen Vento tanto en Alemania como en la gran mayoría de los mercados internacionales, siguiendo una vez más la norma de darle a sus autos nombres de vientos. Su presentación oficial tuvo lugar en el Salón del Internacional del Automóvil de Ginebra en marzo de 1991. En México debuta a principios de 1993 y en Estados Unidos en 1992, después de varios retrasos en la planta de Volkswagen de México en Puebla por diversos problemas de calidad. El nombre Vento significa Viento tanto en portugués como en italiano. Debido a la gran aceptación de la segunda generación en varios mercados, Volkswagen decidió conservar el nombre de Jetta en mercados como los norteamericanos y el sudafricano. Sin embargo, en Europa recibió su nuevo nombre para llamar la atención de un público juvenil.
Su diseño es creación del equipo encabezado por Herbert Schafer, quienes optaron por proporcionar su nuevo diseño con formas redondeadas y aerodinámicas, contrastando con las tradicionales líneas rectas en el diseño de la primera y segunda generación, por lo que nuevamente la aerodinámica se mejoró considerablemente en relación con la generación anterior, presentando ahora un coeficiente de 0.32. Otras mejoras que se presentaron incluyen una nueva estructura que ahora cumplía con las normas internacionales de seguridad. La suspensión es en esencia la misma con algunas mejoras en cuanto a sus materiales y amortiguamiento. Adicionalmente, se enfatizó en la utilización de plásticos reciclables, sistemas de aire acondicionado libres de CFC y nuevas pinturas libres de metales pesados, contribuyendo así a la ecología.
A esta generación se le atribuye el hecho de que Volkswagen salvó su lugar en el mercado estadounidense, ya que en el momento de su introducción en 1992, Volkswagen presentaba las cifras de ventas más bajas desde su introducción en dicho mercado a principios de la década de los años 50. vendiéndose solamente 43,902 unidades en ese año. Las ventas comenzaron de una forma muy débil debido a los problemas de producción anteriormente mencionados en la planta de Puebla, sin embargo, sus ventas se recuperaron dramáticamente en los años siguientes, mayormente, por la fuerte imagen del Jetta, por lo que continuó siendo el Volkswagen más vendido en Estados Unidos.
El Vento fue uno de los primeros Volkswagen en contar con el motor 1.9 L TDI (Turbo Direct Injection) con 67 kW (90 cv). Su economía de combustible es su punto fuerte presentando valores de 5.7 L/100 km en el ciclo urbano y 4.8 L/100 km en modo extra-urbano. En las versiones más equipadas estaba disponible el motor 2.8 L VR6. De acuerdo con la prensa especializada, este motor de 128 kW (174 CV) podía acelerar el auto de 0 a 97 km/h (60 mph) en tan sólo 6.9 s.

## México (1993-1999)

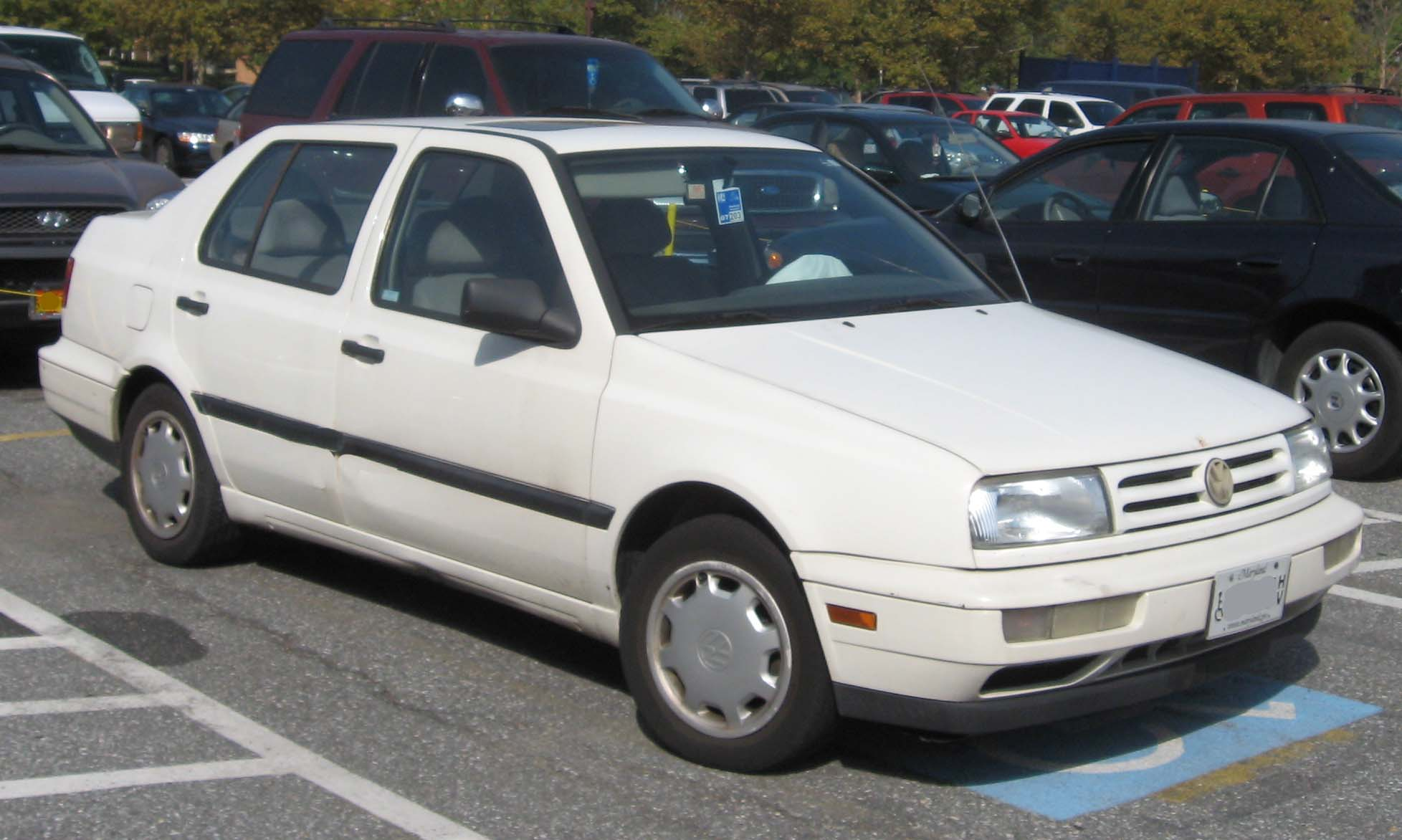
Jetta GLS 1993 (México).

El Nuevo Jetta se introduce en México en febrero de 1993 como modelo 1993 en dos variantes de equipamiento: el Jetta GL (con motor 1.8 l 90CV, transmisión manual de 5 velocidades o automática de 4 velocidades opcional, vestidura de velour, dirección hidráulica, llantas 185/60 R 14, rines de acero con tapón central, radio AM/FM stereo casete, entre otros), y el Jetta GLS (con motor 2.0 L 115CV, transmisión manual de 5 velocidades o automática de 4 velocidades opcional, cabeceras traseras, rines de acero con tapón de diámetro completo, cierre centralizado y techo solar eléctrico opcional). En 1994 aparecen dos nuevas variantes de equipo: el Jetta CL, que es una nueva versión económica con el motor de 90CV, y el Jetta GLS Carat con motor de 115 CV que tiene sobre el GLS: Vestidura de piel color beige, computadora de viaje, quema cocos (techo solar) eléctrico, elevadores y espejos exteriores eléctricos.

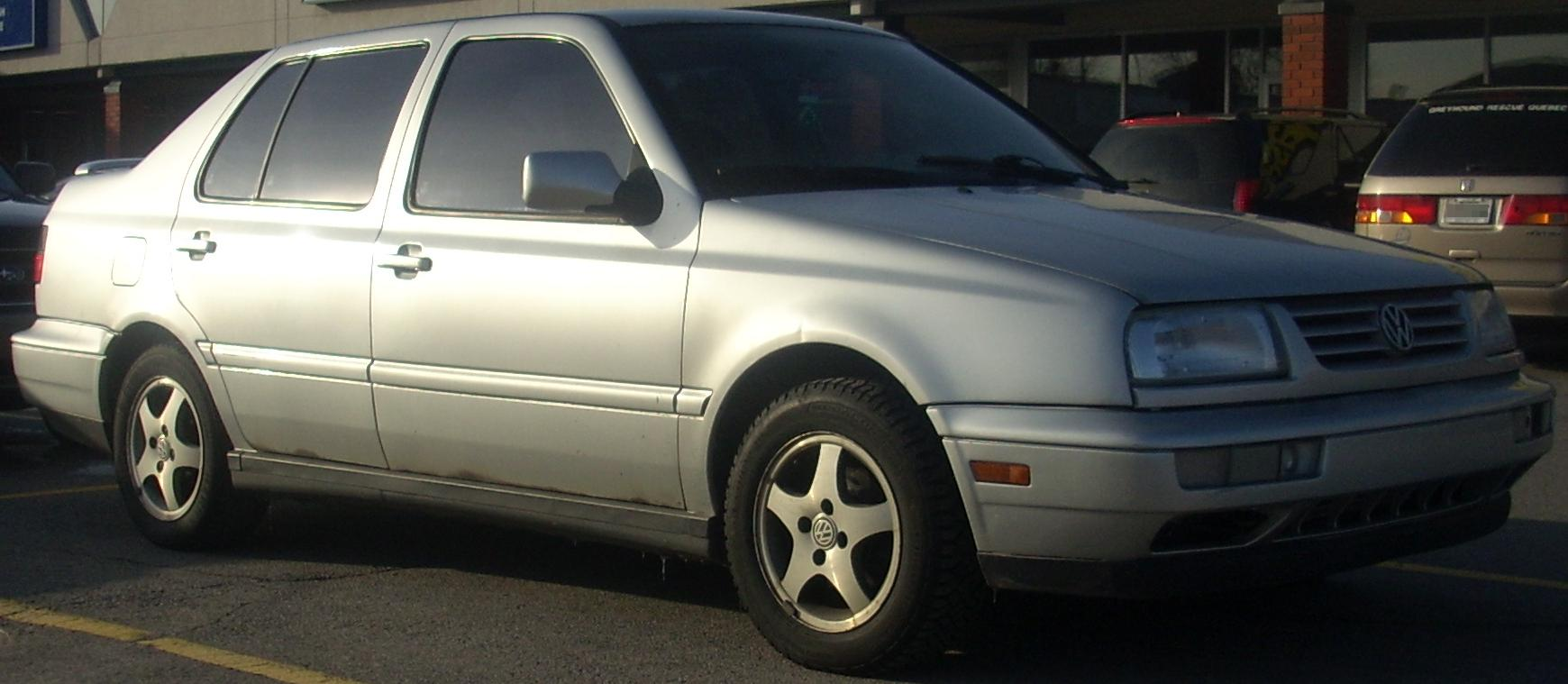
Jetta 2.0 1999 (México).

Para 1995 aparece la versión Jetta VR6 Carat, que trae el motor VR6 2.8 l 174CV, transmisión manual de 5 velocidades o automática opcional de 4, vestidura en piel negra, rines de aluminio BBS de 15”, 4 frenos de disco, ABS, bolsas de aire frontales entre otros, posicionándose por encima del Jetta GLS Carat. En 1996 hay una reorganización de versiones: el CL es renombrado como Jetta Atlanta (esto, en honor a los juegos olímpicos de Atlanta 1996), el Jetta GL recibe rines de aluminio 14” “Orlando” y el nombre de Jetta Europa, el Jetta GLS recibe rines de aluminio 14” “Flying Wheels” llamándose a partir de ahora Jetta GLX, el Jetta GLS Carat desaparece, mientras que el Jetta VR6 Carat continúa dentro de la gama. Todas las versiones del Jetta reciben una nueva parrilla. En 1997, el Jetta Atlanta vuelve a ser denominado Jetta CL, el Jetta Europa recibe el motor 2.0 L y 115CV de forma opcional con ambas transmisiones, mientras que el 1.8 L de 90CV sólo se comercializa con transmisión manual. Asimismo, el Jetta Europa 2.0 tiene equipo eléctrico y quemacocos eléctricos como equipo opcional. Para el año 1999, el Jetta CL continúa sin cambios, mientras que el resto de las versiones son reemplazadas por el Jetta 2.0, que se vende en una versión básica con opciones variadas: Rines de aluminio 14” “Flying wheels”, aire acondicionado, equipo eléctrico, techo solar. A principios de 1999, el Jetta de tercera generación es descontinuado ya que el Jetta Generación 4 es introducido desde noviembre de 1998.

### Motorizaciones
| Acabados                       | CL/CLX/GL/GLX              | CL/CLX/GL/GLX              | CL/CLX/GL/GLX         | CL/CLX/GLX/GT                                     | CL/CLX/GLX/GT                                     | CL/CLX/GL/GL/GLX                                  | CL/CLX/GL/GLS/GLX/GT                              | CL/CLX/GL/GLS/GLX/GT                              | CL/CLX/GL/GLS/GLX/GT                              | CL/CLX/GL/GLS/GLX/GT                              | CL/CLX/GL/GLS/GLX/GT                              | VR6                                               |
| Periodo                        | 1992-1994                  | 1994-1995                  | 1995-1998             | 1994-1995                                         | 1995-1998                                         | 1992-1998                                         | 1992-1994                                         | 1994-1998                                         | 1992-1994                                         | 1994-1995                                         | 1995-1998                                         | 1992-1998                                         |
| Identificación del motor       | ABU                        | AEA                        | AEE                   | AEK                                               | AFT                                               | AAM                                               | ABS                                               | ADZ                                               | 2E                                                | ADY                                               | AGG                                               | AAA                                               |
| Tipo de motor                  | L4 8v, inyección monopunto | L4 8v, inyección monopunto | L4 8v                 | L4 8v                                             | L4 8v                                             | L4 8v, inyección monopunto                        | L4 8v, inyección monopunto                        | L4 8v, inyección monopunto                        | L4 8v, inyección multipunto                       | L4 8v, inyección multipunto                       | L4 8v, inyección multipunto                       | VR6 12v                                           |
| Diámetro x carrera             | 76.5 mm x 86.9 mm          | 76.5 mm x 86.9 mm          | 76.5 mm x 86.9 mm     | 81.0 mm x 77.4 mm                                 | 81.0 mm x 77.4 mm                                 | 81.0 mm x 86.4 mm                                 | 81.0 mm x 86.4 mm                                 | 81.0 mm x 86.4 mm                                 | 82.5 mm X 92.8 mm                                 | 82.5 mm X 92.8 mm                                 | 82.5 mm X 92.8 mm                                 | 81.0 mm x 90.3 mm                                 |
| Cilindrada                     | 1598 cm³                   | 1598 cm³                   | 1598 cm³              | 1595 cm³                                          | 1595 cm³                                          | 1781 cm³                                          | 1781 cm³                                          | 1781 cm³                                          | 1984 cm³                                          | 1984 cm³                                          | 1984 cm³                                          | 2792 cm³                                          |
| Relación de compresión         | 9.3: 1                     | 9.8: 1                     | 9.8: 1                | 10.3: 1                                           | 10.3: 1                                           | 9.0: 1                                            | 10.0: 1                                           | 10.0: 1                                           | 10.4: 1                                           | 10.0: 1                                           | 9.6: 1                                            | 10.0: 1                                           |
| Potencia máxima: CV (kW) @ rpm | 75 CV (55 kW) @ 5200       | 75 CV (55 kW) @ 5200       | 75 CV (55 kW) @ 4800  | 101 CV (74 kW) @ 5800                             | 101 CV (74 kW) @ 5800                             | 75 CV (55 kW) @ 5000                              | 90 CV (66 kW) @ 5500                              | 90 CV (66 kW) @ 5500                              | 115 CV (85 kW) @ 5400                             | 115 CV (85 kW) @ 5400                             | 115 CV (85 kW) @ 5400                             | 174 CV (128 kW) @ 5800                            |
| Par máximo: Nm @ rpm           | 126 Nm @ 2600              | 128 Nm @ 2800              | 135 Nm @ 2800-3600    | 135 Nm @ 4400                                     | 140 Nm @ 3500                                     | 140 Nm @ 2500                                     | 145 Nm @ 2500                                     | 145 Nm @ 2500                                     | 166 Nm @ 3200                                     | 166 Nm @ 3200                                     | 166 Nm @ 2600                                     | 235 Nm @ 4200                                     |
| Tracción                       | Delantera                  | Delantera                  | Delantera             | Delantera                                         | Delantera                                         |                                                   |                                                   |                                                   |                                                   |                                                   |                                                   |                                                   |
| Transmisión                    | Manual, 5 velocidades      | Manual, 5 velocidades      | Manual, 5 velocidades | Manual, 5 velocidades / Automática, 4 velocidades | Manual, 5 velocidades / Automática, 4 velocidades | Manual, 5 velocidades / Automática, 4 velocidades | Manual, 5 velocidades / Automática, 4 velocidades | Manual, 5 velocidades / Automática, 4 velocidades | Manual, 5 velocidades / Automática, 4 velocidades | Manual, 5 velocidades / Automática, 4 velocidades | Manual, 5 velocidades / Automática, 4 velocidades | Manual, 5 velocidades / Automática, 4 velocidades |
| Peso                           | 1105 kg                    | 1105 kg                    | 1105 kg               | 1105 kg                                           | 1105 kg                                           | 1105 kg                                           | 1115 kg                                           | 1115 kg                                           | 1160 kg                                           | 1160 kg                                           | 1160 kg                                           | 1265 kg                                           |
| Aceleración (0-100 km/h)       | 14.4 s                     | 14.4 s                     | 14.0 s                | 11.7 s                                            | 11.7 s                                            | 14.8 s                                            | 12.7 s                                            | 12.7 s                                            | 10.4 s                                            | 10.4 s                                            | 10.6 s                                            | 8.0                                               |
| Velocidad máxima               | 168 km/h                   | 168 km/h                   | 168 km/h              | 188 km/h                                          | 188 km/h                                          | 188 km/h                                          | 168 km/h                                          | 178 km/h                                          | 178 km/h                                          | 196 km/h                                          | 196 km/h                                          | 224 km/h                                          |
| Consumo combinado (L/100 km/h) | 7.6                        | 7.6                        | 7.0                   | -                                                 | 7.7                                               | 7.2                                               | 7.9                                               | 7.5                                               | 7.5                                               | 7.5                                               | 7.6                                               | 9.0                                               |

| Acabados                       | CL/CLX/GLX            | CL/CLX/GLX               | CL/CLX/GLX/GTD                                    | CL/CLX/GL/GLX/GT                                  | CL/CLX/GL/GLX/GT                                  | CL/CLX/GL/GLX/GT                                  | CL/CLX/GL/GLX/GT                                  |                                                   |           |           |           |           |           |           |           |           |           |           |           |           |
| Periodo                        | 1992-1998             | 1995-1998                | 1992-1998                                         | 1993-1996                                         | 1996-1998                                         | 1997-1998                                         | 1996-1998                                         |                                                   |           |           |           |           |           |           |           |           |           |           |           |           |
| Identificación del motor       | 1Y                    | AEY                      | AAZ                                               | 1Z                                                | AHU                                               | ALE                                               | AFN                                               |                                                   |           |           |           |           |           |           |           |           |           |           |           |           |
| Tipo de motor                  | L4 8v                 | L4 8v, inyección directa | L4 8v, turbo                                      | L4 8v, inyección directa, turbo                   | L4 8v, inyección directa, turbo                   | L4 8v, inyección directa, turbo                   | L4 8v, inyección directa, turbo                   |                                                   |           |           |           |           |           |           |           |           |           |           |           |           |
| Diámetro x carrera             | 79.5 mm x 95.5 mm     | 79.5 mm x 95.5 mm        | 79.5 mm x 95.5 mm                                 | 79.5 mm x 95.5 mm                                 | 79.5 mm x 95.5 mm                                 | 79.5 mm x 95.5 mm                                 | 79.5 mm x 95.5 mm                                 |                                                   |           |           |           |           |           |           |           |           |           |           |           |           |
| Cilindrada                     | 1896 cm³              | 1896 cm³                 | 1896 cm³                                          | 1896 cm³                                          | 1896 cm³                                          | 1896 cm³                                          | 1896 cm³                                          |                                                   |           |           |           |           |           |           |           |           |           |           |           |           |
| Relación de compresión         | 22.5: 1               | 19.5: 1                  | 22.5: 1                                           | 19.5: 1                                           | 19.5: 1                                           | 19.5: 1                                           | 19.5: 1                                           |                                                   |           |           |           |           |           |           |           |           |           |           |           |           |
| Potencia máxima: CV (kW) @ rpm | 64 CV (47 kW) @ 4400  | 64 CV (47 kW) @ 4200     | 75 CV (55 kW) @ 4200                              | 90 CV (66 kW) @ 4000                              | 90 CV (66 kW) @ 4000                              | 90 CV (66 kW) @ 3750                              | 110 CV (81 kW) @ 4150                             |                                                   |           |           |           |           |           |           |           |           |           |           |           |           |
| Par máximo: Nm @ rpm           | 124 Nm @ 2000-3000    | 125 Nm @ 2200-2800       | 150 Nm @ 2400-3400                                | 202 Nm @ 1900                                     | 202 Nm @ 1900                                     | 210 Nm @ 1900                                     | 235 Nm @ 1900                                     |                                                   |           |           |           |           |           |           |           |           |           |           |           |           |
| Tracción                       | Delantera             | Delantera                | Delantera                                         | Delantera                                         | Delantera                                         | Delantera                                         | Delantera                                         | Delantera                                         | Delantera | Delantera | Delantera | Delantera | Delantera | Delantera | Delantera | Delantera | Delantera | Delantera | Delantera | Delantera |
| Transmisión                    | Manual, 5 velocidades | Manual, 5 velocidades    | Manual, 5 velocidades / Automática, 4 velocidades | Manual, 5 velocidades / Automática, 4 velocidades | Manual, 5 velocidades / Automática, 4 velocidades | Manual, 5 velocidades / Automática, 4 velocidades | Manual, 5 velocidades / Automática, 4 velocidades | Manual, 5 velocidades / Automática, 4 velocidades |           |           |           |           |           |           |           |           |           |           |           |           |
| Peso                           | 1150 kg               | 1150 kg                  | 1160 kg                                           | 1205 kg                                           | 1205 kg                                           | 1205 kg                                           | 1205 kg                                           |                                                   |           |           |           |           |           |           |           |           |           |           |           |           |
| Aceleración 0–100 km/h         | 18.3 s                | 18.3 s                   | 15.5 s                                            | 13.2 s                                            | 13.2 s                                            | 13.2 s                                            | 11.2 s                                            |                                                   |           |           |           |           |           |           |           |           |           |           |           |           |
| Velocidad máxima               | 156 km/h              | 156 km/h                 | 165 km/h                                          | 178 km/h                                          | 178 km/h                                          | 178 km/h                                          | 193 km/h                                          |                                                   |           |           |           |           |           |           |           |           |           |           |           |           |
| Consumo combinado (L/100 km/h) | 5.9                   | 5.1                      | 6.1                                               | 5.0                                               | 5.0                                               | 5.0                                               | 5.0                                               |                                                   |           |           |           |           |           |           |           |           |           |           |           |           |